# Валери Станков
Валери Станков е български поет.

## Биография
Валери Станков е роден на 5 март 1956 г. във Варна. Завършва гимназия в родния си град, а висше образование получава във Висшия педагогически институт в Шумен (специалност „Руска филология“).
Работил е като учител, спасител по плажовете, зам.-председател на Районен съвет за култура – Варна, шофьор на такси, моряк, нощен пазач в частна детективска агенция, редактор и гл. редактор в литературния алманах „Простори“, телевизионен репортер в програма „Море“ на РТВЦ – Варна, журналист във в. „Черноморие“, криминален репортер във в. „Черно море“, служител в община Варна като директор на възстановения Театър на поезията. В продължение на три години е управител на ИК „Галактика“, след това директор на университетското издателство на Варненския свободен университет „Черноризец Храбър“, а после управител на издателство „Книгата“ – Варна. Главен експерт в Дирекция „Култура и духовно развитие“ в Община Варна.

## Награди
Носител на национални и регионални литературни награди, между които са:
- Награда на СБП за публицистика,
- Национална награда „Гео Милев“ (2003)[3],
- Национална награда „Дамян Дамянов“ (2006)[4],
- Първа награда от националния конкурс „Биньо Иванов“ (2007)[5],
- Национална Славейкова награда (Трявна) (2011, 2 място)[6],
- Национална награда „Иван Пейчев“ (2011)[7], [8]
- Национална награда „Теодор Траянов“ (Пазарджик) (2012)[9],
- Голямата награда „Варна“ (2018) за цялостно творчество. [10]